# 紀元前155年
紀元前155年（きげんぜん155ねん）は、ローマ暦の年である。あるいはローマ建国紀元599年、プブリウス・コルネリウス・スキピオ・ナシカ・コルクルムとマルクス・クラウディウス・マルケッルスの年。

## 他の紀年法
- 干支 : 丙戌
- 日本
  - 開化天皇3年
  - 皇紀506年
- 中国
  - 前漢 : 景帝2年
- 朝鮮
  - 檀紀2179年
- 仏滅紀元 : 390年
- ユダヤ暦 : 3606年 - 3607年

## できごと

### ヒスパニア
- プニクス、後にケサルスに率いられ、ヒスパニアの部族であるルシタニア人が今日のジブラルタル付近に到達した。

### 共和政ローマ
- 執政官スキピオ・ナシカはダルマチアのデルミニウムを征服し、ローマで凱旋式が行われ、また、同僚のマルケッルスも、リグリアに対する勝利で凱旋式を挙行した[1]。
- プラエトル・ウルバヌスのアウルス・ポストゥミウス・アルビヌスは、元老院を召集し[1]、アカイア同盟の捕虜解放を求める使節団と、アテナイから来たアカデメイアのカルネアデス、ストア派のディオゲネス、逍遙学派のクリトラウスを迎えた[2]。

### バクトリア
- メナンドロス1世がインド・グリーク朝の王として治世を始めた。領土は、東はバクトリア（パンジシール州、カーピーサー州）から現在のパンジャブ州、ヒマーチャル・プラデーシュ州、ジャンムー地域にまで拡大した。首都はパンジャブ州北部で繁栄した都市で、現在のスィアールコートにあると信じられているサガラであると推定されている。

## 死去
- 申屠嘉 - 前漢の政治家（生年不明）